# Тогизкудук
Тогизкуду́к (каз. Тоғызқұдық) — село у складі Бухар-Жирауського району Карагандинської області Казахстану. Адміністративний центр Тогузкудуцького сільського округу.
Населення — 1104 особи (2021; 1113 у 2009, 1008 у 1999, 1363 у 1989).
Національний склад станом на 1989 рік:
- німці — 42 %;
- росіяни — 28 %.